# 托津
托津（穆麟德轉寫：Tojin，大词典轉寫：Tozhin；1755年—1835年），字知亭，富察氏，滿洲鑲黃旗人，清朝大臣。

## 經歷
出身不詳，初任都察院筆帖式，歷官軍機章京、工部主事、工部員外郎、戶部銀庫員外郎、掌福建道監察御史、兼公中佐領、兵科給事中、副都統銜、署鑲黃旗蒙古副都統、正紅旗滿洲副都統、頭等侍衛、葉爾羌辦事大臣、喀什噶爾參贊大臣、鑲黃旗蒙古副都統、鑲黃旗漢軍副都統、倉場侍郎。
嘉慶十年，以吏部左侍郎在軍機大臣上學習行走。
後再歷官崇文門左翼監督、戶部左侍郎、鑲白旗滿洲副都統、署光祿寺事務、國史館總校官、崇文門副監督、經筵講官、署刑部左侍郎、工部尚書、正黃旗漢軍都統、戶部尚書、署兩江總督、鑲白旗滿洲都統、太子少保、內大臣、署吏部尚書、清字經館總裁、會典館副總裁。
十八年，授協辦大學士、正白旗領侍衛內大臣、稽查欽奉上諭事件處、管理圓明園事務。鎮壓林清、李文成動亂，於黃村宋家莊逮捕林清，又率兵赴開州，堵截李文成部。
十九年，署兵部尚書、國史館正總裁。拜東閣大學士。管理戶部事務、太子太保、會典館正總裁官、崇文門正監督、署御前大臣、署直隸總督、署吏部尚書、管理理藩院事務、文淵閣領閣事、殿試讀卷官、實錄館監修總裁官。
二十五年，托津、戴均元等撰嘉慶帝遺詔，有「高宗降生避暑山莊」一語，編修劉鳳誥發現箇中問題，密托大學士曹振鏞上奏軍機擬遺詔犯下「重大錯誤」，道光帝懲托津降級調任，以撰遺詔錯誤免直軍機。
道光元年後陞太子太傅、正黃旗蒙古都統、正白旗滿洲都統、署戶部尚書、內大臣、閱兵大臣、管理三庫大臣、署理藩院尚書、署刑部尚書、署左都御史。
十五年卒，晉贈太子太師，諡文定。

## 家庭
- 父乾隆壬申科翻譯進士、理藩院尚書恭勤公博清額。子恒龄、孙闽浙总督慶端、河道总督庚长。

## 脚注
1. ↑  满语意思是“孔雀”。（安双成，《满汉大辞典》，624页）

## 延伸阅读
[在维基数据编辑]
 《清史稿/卷341》，出自趙爾巽《清史稿》